# DKW-Schnellaster
Der DKW-Schnellaster war das erste neue Modell der Auto Union GmbH nach dem Zweiten Weltkrieg und das erste Automobil, das in Ingolstadt produziert wurde.

## Technik

### Allgemein
Der DKW-Schnellaster hatte einen Rahmen aus Profilrohren mit der damals fortschrittlichen Kurzhauberbauweise, Frontantrieb und den für DKW typischen Zweitaktmotor. Die Technik war von den Vorkriegsmodellen abgeleitet. Die Vorderräder waren an Querlenkern und hochliegender Querblattfeder, die Hinterräder an Kurbelarmen mit querliegendem Torsionsfederelement aufgehängt.
Das erste Modell war der F 89 L mit 688-cm³-Motor und Dreiganggetriebe, er hatte 14,7 kW (20 PS) bei 3600/min. Der Frontantrieb, das tiefliegende Chassis und die kompakte Hinterachse ermöglichten viele Ausführungen für die unterschiedlichsten Zwecke: Kleinbus, Kastenwagen, Kombi, Pritsche (auch als Kipper), Tiefladerpritsche, Verkaufswagen, Krankenwagen, Viehtransporter und auch nur als Fahrgestell mit Fahrerhaus für Sonderaufbauten. Der Laderaum des Kastenwagens fasste rund 5 m³ (2230 × 1390 × 1575 mm) bei einer Außenlänge von 4177 mm und einer Breite von 1670 mm. Das Leergewicht wird mit 735–800 kg angegeben.
Produziert wurde der F 89 L von 1949 bis 1952 mit Dreiganggetriebe, von 1952 bis 1954 mit Vierganggetriebe und auf 16,2 kW (22 PS) erhöhter Motorleistung. Von 1954 bis 1955 wurde der „Typ 30“ mit 792-cm³-Motor und 22 kW (30 PS) gebaut. Unter Schnellaster-Freunden ist dieser Motor als „Büffel“ bekannt.
Von 1955 bis 1962 wurde der DKW-Schnellaster als Typ 3 mit einem Dreizylindermotor mit 896 cm³ und 23,5 kW (32 PS) gebaut. Dieser Motor wurde auch als 3=6 bezeichnet, was aussagen sollte: „drei Kraftimpulse pro Kurbelwellen-Umdrehung, genau wie beim Sechszylinder-Viertakter“ (Werbetext der Auto Union).
In der DKW-Literatur findet man für den DKW-Schnellaster unterschiedliche Schreibweisen: er wird sowohl DKW-Schnellaster als auch DKW-Schnell-Laster geschrieben. Aktuell wäre „Schnelllaster“ korrekt.

### DKW Elektro

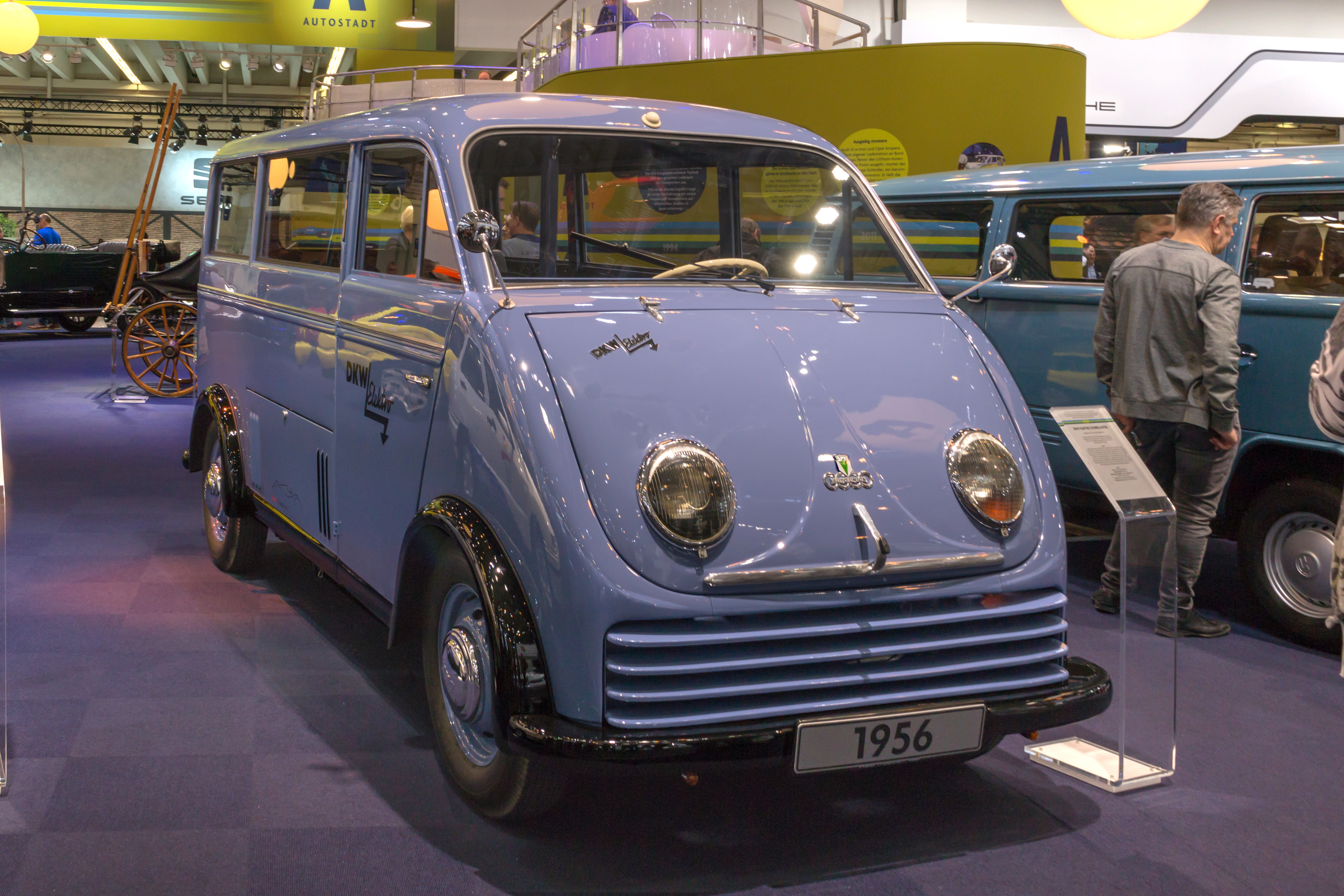
DKW-Elektrowagen

Als exotisch zu bezeichnen ist der DKW-Elektrowagen, der mit einem 4,8-kW-Elektromotor ausgestattet war und mit einem Eigengewicht von etwa 1800 kg eine Höchstgeschwindigkeit von maximal 40 km/h erreichte. Gespeist wurde der Motor aus 80-Volt-210-Ah-Bleiakkumulatoren. Statt eines Fahrpedals zur stufenlosen Regelung der Leistung hatte der Wagen an der Lenksäule einen kleinen Hebel, mit dem vier Geschwindigkeitsstufen gewählt werden konnten. Eine Kupplung und ein Schaltgetriebe gab es nicht. Eingesetzt wurde der „DKW Elektro“ zum Beispiel von Elektrizitätswerken für den regelmäßigen Zähleraustausch sowie auf den Ostfriesischen Inseln, auf denen Fahrzeuge mit Verbrennungsmotor nicht erlaubt waren. Rund 100 Stück wurden gebaut. Das Auto kostete 8000 DM zuzüglich 4100 DM für die Batterie und 1500 DM für das Ladegerät. Der Verbrauch lag bei 25 kWh/100 km. Eines von zwei der verbliebenen Fahrzeuge wurde restauriert und befindet sich nun in der historischen Sammlung von Audi. Einst war dieser Elektro-Kleinbus auf der Nordseeinsel Wangerooge im Einsatz.

## Technische Daten

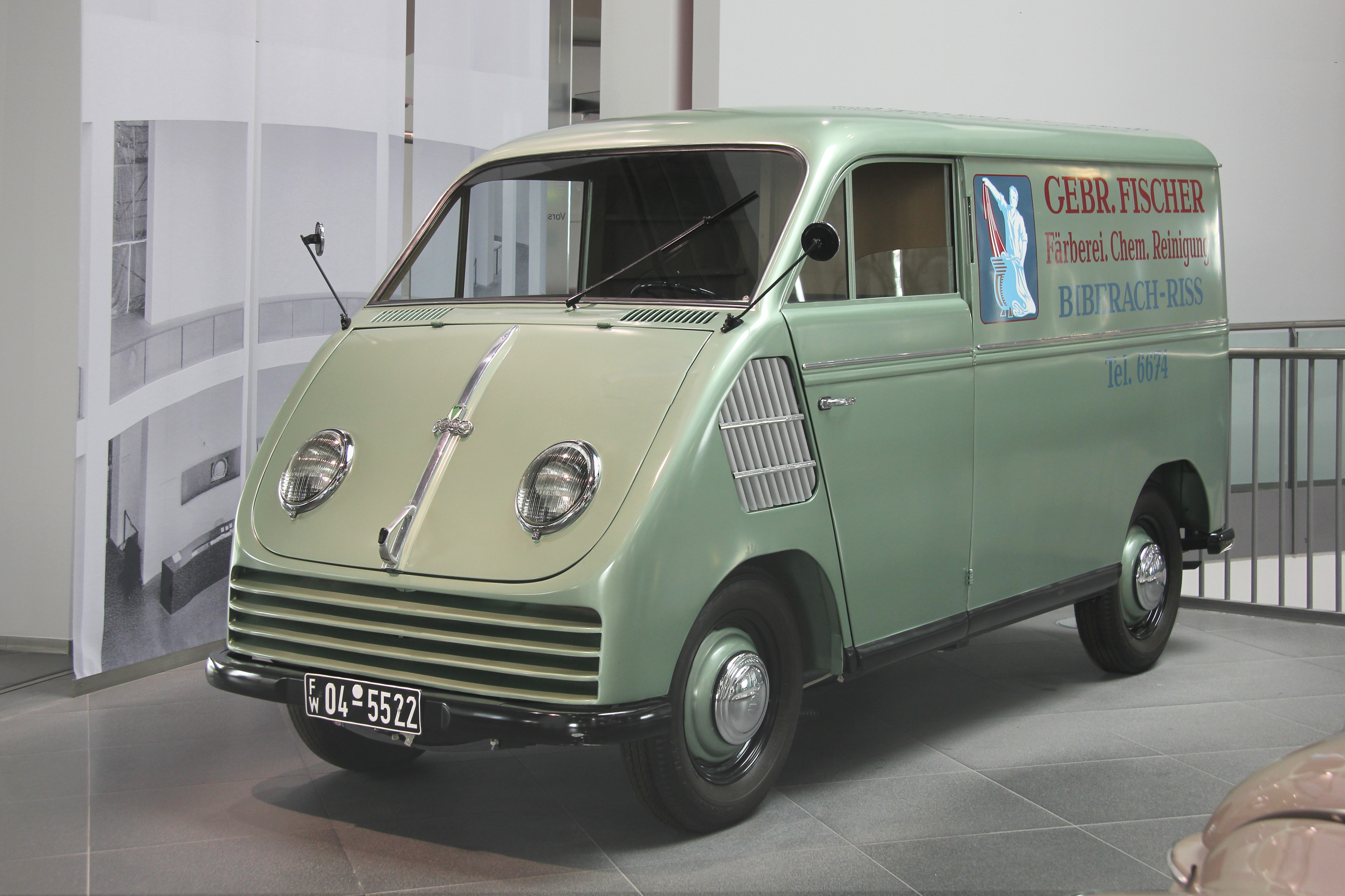
DKW Kastenwagen 1949–1952 in der ersten Version noch mit schmaler Spur

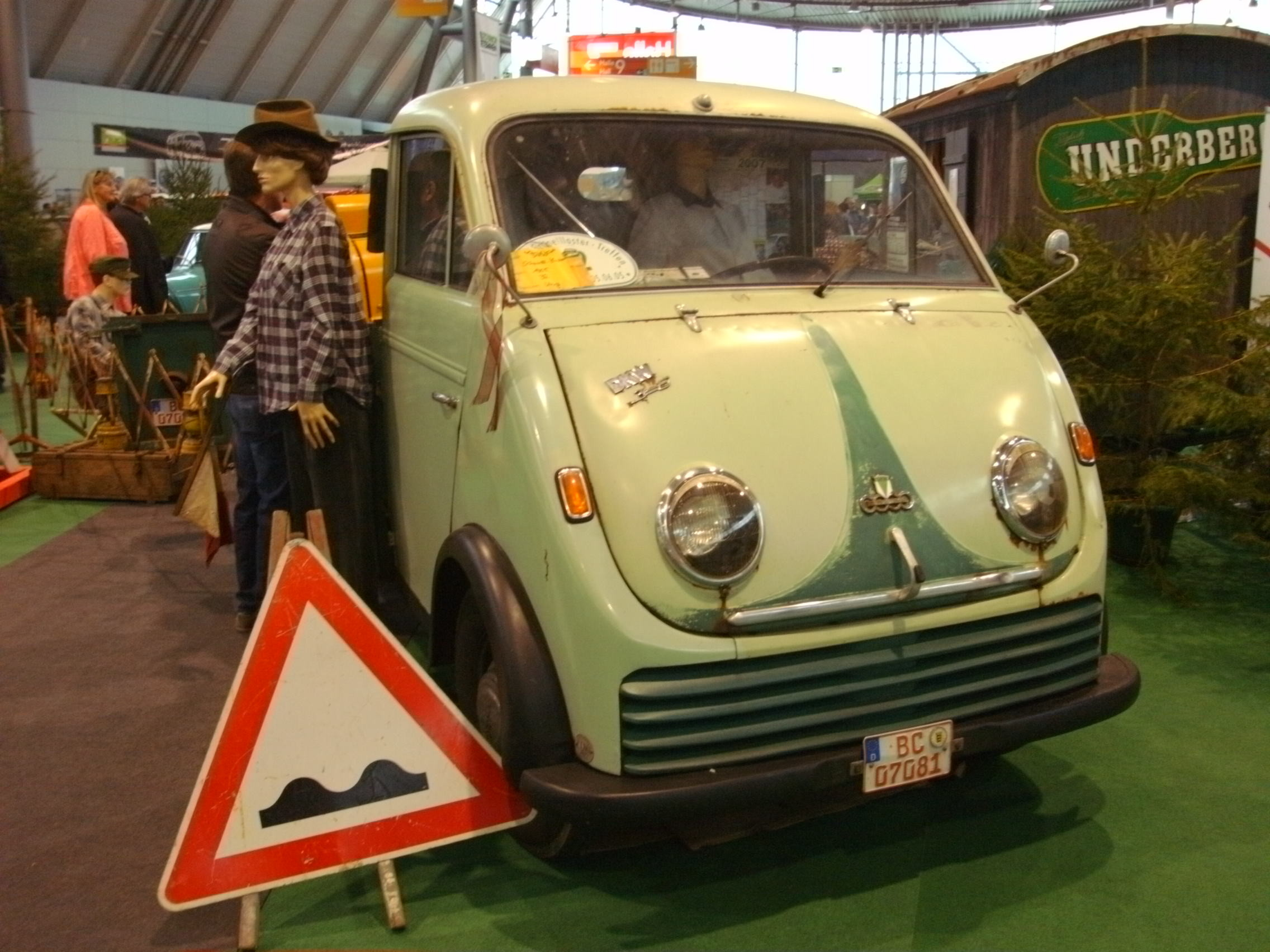
DKW Schnell-Laster 3=6 mit Pritsche von 1955, mit breiterer Spur (Kotflügel)

| Modellvariante        | F 89 L (1949–1952)                                                                                               | F 89 L (1952–1954)                                                                                               | Typ 30 (1954–1955)                                                                                               | Typ 3, 3=6 (1955–1962)                                                                                           |
| --------------------- | --- | --- | --- | --- |
| Motor                 | Zweizylinder-Zweitaktmotor mit Mischungsschmierung                                                               | Zweizylinder-Zweitaktmotor mit Mischungsschmierung                                                               | Zweizylinder-Zweitaktmotor mit Mischungsschmierung                                                               | Dreizylinder-Zweitaktmotor mit Mischungsschmierung                                                               |
| Kühlung               | Thermosiphon-Wasserkühlung, regelbare Schwenkjalousie an der Kühlluftöffnung auf der linken Seite des Motorraums | Thermosiphon-Wasserkühlung, regelbare Schwenkjalousie an der Kühlluftöffnung auf der linken Seite des Motorraums | Thermosiphon-Wasserkühlung, regelbare Schwenkjalousie an der Kühlluftöffnung auf der linken Seite des Motorraums | Thermosiphon-Wasserkühlung, regelbare Schwenkjalousie an der Kühlluftöffnung auf der linken Seite des Motorraums |
| Hubraum               | 688 cm³ | 688 cm³ | 792 cm³ | 896 cm³ |
| Bohrung × Hub         | 76 × 76 mm | 76 × 76 mm | 78 × 83 mm | 71 × 76 mm |
| Nennleistung          | 20 PS (14,7 kW) bei 3600/min                                                                                     | 22 PS (16,2 kW) bei 4000/min                                                                                     | 30 PS (22,1 kW)                                                                                                  | 32 PS (23,5 kW)                                                                                                  |
| Gemischbildung        | Solex-Horizontal-Vergaser 30 BFL                                                                                 | Solex-Horizontal-Vergaser 30 BFL                                                                                 | Solex-Horizontal-Vergaser 30 BFL                                                                                 | Solex-Horizontal-Vergaser 30 BFL                                                                                 |
| Lichtmaschine         | Dynastart-Anlage (Anlasser und Lichtmaschine kombiniert) von Siba (ab 1959 Bosch)                                | Dynastart-Anlage (Anlasser und Lichtmaschine kombiniert) von Siba (ab 1959 Bosch)                                | Dynastart-Anlage (Anlasser und Lichtmaschine kombiniert) von Siba (ab 1959 Bosch)                                | Dynastart-Anlage (Anlasser und Lichtmaschine kombiniert) von Siba (ab 1959 Bosch)                                |
| Getriebe, Antrieb     | 3-Gang-Getriebe, Frontantrieb                                                                                    | 4-Gang-Getriebe, Frontantrieb                                                                                    | 4-Gang-Getriebe, Frontantrieb                                                                                    | 4-Gang-Getriebe, Frontantrieb                                                                                    |
| Radaufhängung vorn    | an Querblattfeder und Lenkern aufgehängte Räder, Zahnstangenlenkung                                              | an Querblattfeder und Lenkern aufgehängte Räder, Zahnstangenlenkung                                              | an Querblattfeder und Lenkern aufgehängte Räder, Zahnstangenlenkung                                              | an Querblattfeder und Lenkern aufgehängte Räder, Zahnstangenlenkung                                              |
| Radaufhängung hinten  | Schwingarme mit Torsionsstabfederung (Hahn-Achse)                                                                | Schwingarme mit Torsionsstabfederung (Hahn-Achse)                                                                | Schwingarme mit Torsionsstabfederung (Hahn-Achse)                                                                | Schwingarme mit Torsionsstabfederung (Hahn-Achse)                                                                |
| Bremsen               | hydraulisch betätigte Duplex-Trommelbremsen auf alle vier Räder, mechanische Handbremse auf Hinterräder          | hydraulisch betätigte Duplex-Trommelbremsen auf alle vier Räder, mechanische Handbremse auf Hinterräder          | hydraulisch betätigte Duplex-Trommelbremsen auf alle vier Räder, mechanische Handbremse auf Hinterräder          | hydraulisch betätigte Duplex-Trommelbremsen auf alle vier Räder, mechanische Handbremse auf Hinterräder          |
| Karosserie            | Kastenprofilrohrrahmen mit Aufbau                                                                                | Kastenprofilrohrrahmen mit Aufbau                                                                                | Kastenprofilrohrrahmen mit Aufbau                                                                                | Kastenprofilrohrrahmen mit Aufbau                                                                                |
| Tankinhalt            | 30–32 Liter | 30–32 Liter | 30–32 Liter | 30–32 Liter |
| Spurweite vorn/hinten | 1190/1250 mm | 1320/1390 mm, mit 3000 mm Radstand wahlweise auch 1490, 1590, oder 1690 mm hinten                                | 1320/1390 mm, mit 3000 mm Radstand wahlweise auch 1490, 1590, oder 1690 mm hinten                                | 1320/1390 mm, mit 3000 mm Radstand wahlweise auch 1490, 1590, oder 1690 mm hinten                                |
| Radstand              | 2500 mm (Pritsche 3000 mm)                                                                                       | 2750 mm (Pritsche 3000 mm)                                                                                       | 2750 mm (Pritsche 3000 mm)                                                                                       | 2750 mm (Pritsche 3000 mm)                                                                                       |
| Länge                 | 3930 mm (Pritsche 4400 mm)                                                                                       | 4180 mm (Kasten/Bus) bis 4455 mm (Großraum-Pritsche)                                                             | 4180 mm (Kasten/Bus) bis 4455 mm (Großraum-Pritsche)                                                             | 4180 mm (Kasten/Bus) bis 4455 mm (Großraum-Pritsche)                                                             |
| Breite                | 1550 mm | 1670 mm (Kasten/Bus)                                                                                             | | |
| Leergewicht           | 915 kg | 1079 kg (Pritsche) bis 1161 kg (Bus)                                                                             | 1079 kg (Pritsche) bis 1161 kg (Bus)                                                                             | |
| Nutzlast              | 745 kg | 750 kg (Kombi: 735 kg)                                                                                           | 800 kg (Kombi: 785 kg)                                                                                           | 800 kg (Kombi: 785 kg)                                                                                           |
| zul. Gesamtgewicht    | 1650 kg (Bus) bis 1860 kg (Pritsche)                                                                             | 1780 kg (Bus) bis 1876 kg (Kombi)                                                                                | 1950 kg (Kasten) bis 1975 kg (Kombi)                                                                             | 1900 kg (Bus) bis 1980 kg (Kombi/Pritsche)                                                                       |
| Höchstgeschwindigkeit | 60 km/h (beladen)                                                                                                | 70–80 km/h | 70–80 km/h | 70–80 km/h |

## Produktion im Ausland
Der finnische Fahrzeughersteller Suomen Autoteollisuus montierte Ende November 1956 eine Serie von zehn Schnellastern in Karis, Finnland. Die Fahrzeuge wurden als Donau-Sisu bezeichnet. Die Karosserien wurden mit westdeutschen Vorrichtungen zusammengeschweißt. Das Schweißen einer kompletten Karosserie dauerte nur zwei Stunden pro Einheit. Es gab Pläne, eine größere Produktion zu beginnen, zu der es aber nicht kam, weil die technisch veralteten Fahrzeuge dem Bedarf der potenziellen finnischen Kunden nicht entsprachen. Ein reparaturfähiger Donau-Sisu ist noch vorhanden; er wurde Ende 2011 von Oldtimer-Enthusiasten übernommen.
Der DKW-Schnellaster wurde außerdem ab 1954 von der spanischen Auto-Union-Tochtergesellschaft Industrias del Motor S. A. (IMOSA) in Vitoria (Baskenland) produziert, wo auch das Nachfolgemodell DKW F1000 entwickelt und hergestellt wurde.